# Спичиха (Вологодская область)
Спичиха — деревня в Харовском районе Вологодской области.
Входит в состав Харовского сельского поселения, с точки зрения административно-территориального деления — в Харовский сельсовет.
Расстояние до районного центра Харовска по автодороге — 4,5 км.
По переписи 2002 года население — 12 человек.